# Alvis Cars
Alvis (Alvis Car and Engineering Company Ltd.) — британская автомобилестроительная компания из Ковентри, основанная в 1919 году. Помимо гражданских автомобилей производила авиадвигатели и военную технику. Прекратила независимую деятельность в 1967 году.